# Onthophagus altilamina
Onthophagus altilamina är en skalbaggsart som beskrevs av D'orbigny 1905. Onthophagus altilamina ingår i släktet Onthophagus och familjen bladhorningar. Inga underarter finns listade i Catalogue of Life.